# 靈實路

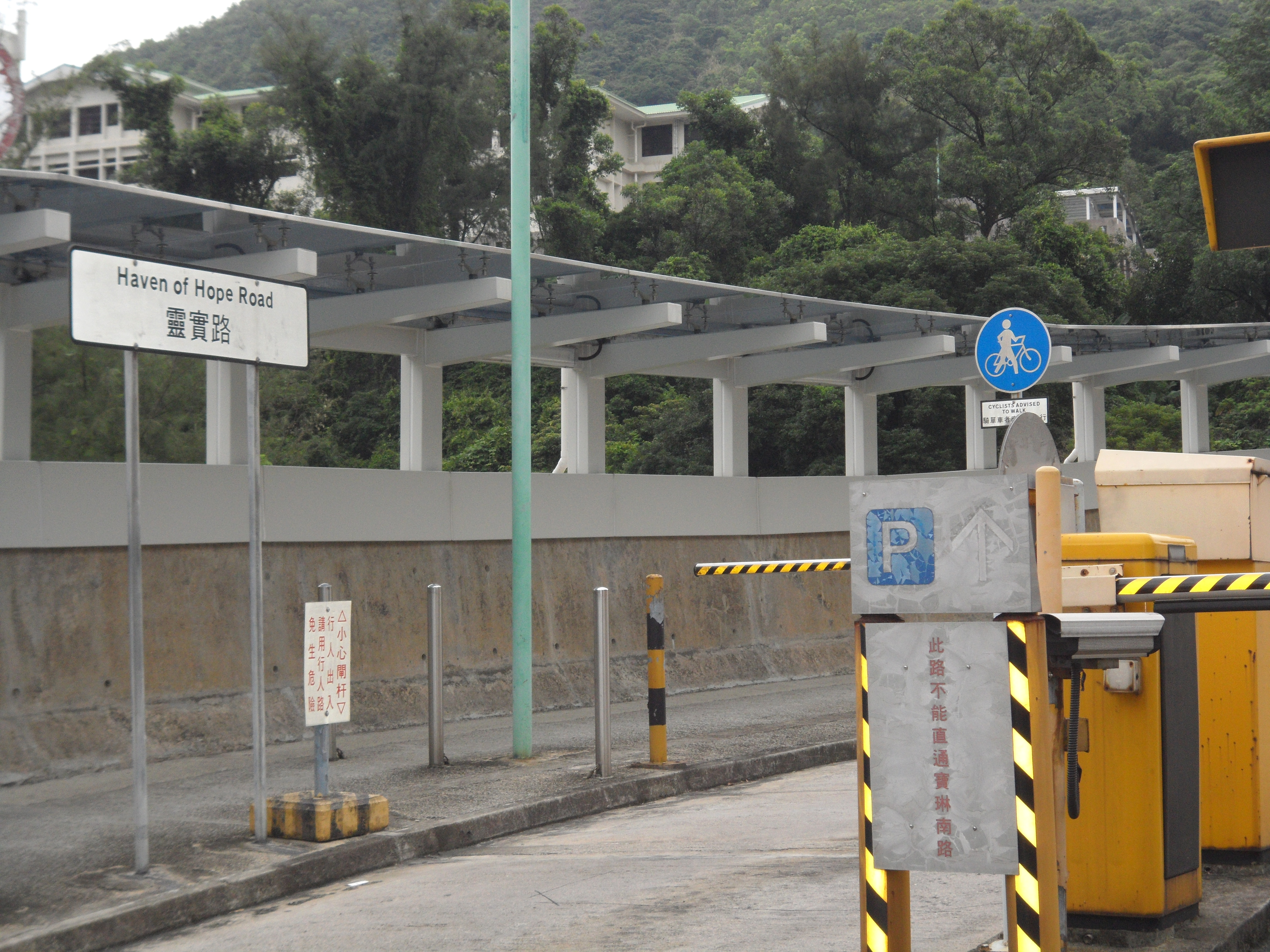
靈實路閘口，左方是路牌

靈實路（英語：Haven of Hope Road）是香港新界西貢區將軍澳新市鎮的一條道路，隨著靈實醫院於20世紀中期落成而通車，當時只接駁通往調景嶺的寶琳南路。新市鎮發展後，一端改為連接茅湖山下的寶康路。1990年代後期，改為駁通靈康路，並設定為私家路，交通便利的同時，亦確保適當的運用。這段私家路通車後，連接寶康路的道路一直被荒廢。
座落在茅湖山東面山腳的靈實醫院，昔日是區內唯一的醫院。隨著新市鎮發展，本院成為九龍東聯網內的老人科及善終服務的大本營。基督教靈實協會在這裡進行擴建，現時山頭上的各所建築物被統稱為「靈實臺」（Haven of Hope）。

## 公共交通
- 專線小巴：107,13
- 備註：設有的士站

## 外部連結
基督教靈實協會 （页面存档备份，存于）